# Шекснинская ГЭС
Шексни́нская ГЭС (Череповецкая ГЭС) — гидроэлектростанция на реке Шексне в Вологодской области, у посёлка Шексна. Входит в состав сооружений Волго-Балтийского канала. Отличается оригинальной конструкцией — здание ГЭС совмещено с поверхностным водосливом. Одна из двух ГЭС России, на которых размещены горизонтальные капсульные гидроагрегаты. Шекснинская ГЭС эксплуатируется ФБУ «Администрация Волго-Балтийского бассейна внутренних водных путей».

## Конструкция станции
Шекснинская ГЭС представляет собой низконапорную плотинную русловую гидроэлектростанцию. Установленная мощность электростанции — 84 МВт, фактическая располагаемая мощность — 24 МВт, проектная среднегодовая выработка электроэнергии — 120 млн кВт·ч.
Сооружения гидроузла относятся ко II классу капитальности включают в себя:
- земляную плотину длиной 808 м и наибольшей высотой 21 м. Плотина частично намыта, частично отсыпана из песчаных грунтов;
- две земляные дамбы, одна из которых имеет длину 328 м и максимальную высоту 8 м;
- двухниточный судоходный однокамерный шлюз;
- здание ГЭС, совмещенное с поверхностным водосливом. Над гидроагрегатами размещены три водосливных пролёта шириной по 10,5 м, перекрываемых плоскими затворами. Водобойная часть состоит из железобетонной водобойной плиты, боковых сопрягающих подпорных стенок и средней разделительной стенки, являющейся продолжением среднего бычка здания ГЭС. Длина водобоя — 35 м. Рисберма длиной около 45 м состоит из участка с железобетонной плитой, который заканчивается бетонным зубом, и следующей за ним каменной наброски. Пропускная способность водослива при УМО — 540 м³/с, при НПУ — 780 м³/с и при ФПУ — 800 м³/с.

В здании ГЭС размещено 4 горизонтальных капсульных гидроагрегата, работающих при расчётном напоре 11 м: 2 гидроагрегата мощностью по 22 МВт (с 2013 года выведены из эксплуатации) и 2 гидроагрегата мощностью по 20 МВт. Гидроагрегаты мощностью 22 МВт оборудованы турбинами ПЛ 20/548-ГК-550 и генераторами СГКВ2 480/115-64, гидроагрегаты мощностью 20 МВт — турбинами ПЛ 548-ГК-550 и генераторами СГКВ 480/115-64. Электроэнергия с гидроагрегатов на напряжении 3,15 кВ подается на два силовых трансформатора ТДГУ-20000/110, а с них через открытое распределительное устройство (ОРУ) 110 кВ — в энергосистему по двум линиям электропередачи (Шекснинская-I и Шекснинская-II).
Напорные сооружения ГЭС образуют крупное Шекснинское водохранилище, включающее в себя Белое озеро. Площадь водохранилища при нормальном подпорном уровне 1670 км², длина 225 км. Полная и полезная ёмкость водохранилища составляет 6514 и 1850 млн м³ соответственно, что позволяет осуществлять сезонное регулирование стока. Отметка нормального подпорного уровня водохранилища составляет 113,1 м над уровнем моря (по Балтийской системе высот, в районе озера Белое), форсированного подпорного уровня — 113,96 м, уровня мёртвого объёма — 111,9 м. При создании водохранилища было затоплено 25,1 тыс. га сельхозугодий, перенесено 7751 строение.

## История строительства и эксплуатации
История создания Шекснинской ГЭС тесно связана с историей Волго-Балтийского водного пути. К 1930-м годам стало очевидно, что Мариинская водная система, состоящая из большого количества небольших, преимущественно деревянных шлюзов, устарела и должна быть полностью реконструирована. В 1940 году вблизи поселка Шексна и города Вытегра началась выемка котлованов шлюзов, но работы были прерваны начавшейся Великой Отечественной войной. В 1947 году строительство Волго-Балта было возобновлено, но работы велись медленными темпами по причине недостаточности выделяемых ресурсов. В 1953 году стройка была остановлена и законсервирована. В 1955 году работы были возобновлены, но их интенсивность первое время была недостаточной. Положение изменилось в 1959 году, после решения руководства страны об активизации строительства и вводе Волго-Балтийского водного пути в эксплуатацию в 1965 году.
Шекснинская ГЭС была спроектирована Ленинградским отделением института «Гидропроект». При проектировании гидроэлектростанции было проработано несколько вариантов (с вертикальными агрегатами; с горизонтальными капсульными агрегатами; с горизонтальными турбинами, связанными карданной передачей с вертикальными генераторами). Технический проект гидроагрегата Шекснинской ГЭС был утвержден в 1961 году.
Строительство Шекснинской ГЭС было начато в 1950 году и велось в две очереди, каждая из которых предусматривала ввод в эксплуатацию двух гидроагрегатов. В связи с тем, что гидроагрегаты станции имели экспериментальных характер и их изготовление задерживалось, как часть напорного фронта и как водосбросное сооружение Шекснинская ГЭС вступила в работу уже в 1963 году — раньше других сооружений одноимённого гидроузла. Ввод в работу гидроагрегатов ГЭС состоялся уже после сдачи всего Волго-Балтийского водного пути в постоянную эксплуатацию. Первый гидроагрегат был принят во временную эксплуатацию 28 декабря 1965 года, второй — 30 декабря 1966 года, на чем строительство первой очереди было завершено. Гидроагрегаты второй очереди были пущены в 1973—1974 годах.
При проектировании и строительстве Шекснинской ГЭС был внедрён ряд нестандартных инженерных решений. Шекснинская ГЭС является одной из четырёх гидроэлектростанций России, имеющих здание ГЭС, совмещённое с поверхностными водосливами. Также Шекснинская ГЭС является, наряду с Саратовской ГЭС, одной из двух гидроэлектростанций России, использующей горизонтальные капсульные гидроагрегаты. Основной функцией Шекснинского гидроузла является регулирование уровня водохранилища для обеспечения судоходных глубин, с попутной выработкой электроэнергии. Созданное напорными сооружениями гидроузла водохранилище заменило собой несколько шлюзов Мариинской водной системы и один из шлюзов Северо-Двинской водной системы.
К настоящему времени оборудование станции устарело и нуждается в модернизации. В 2013 году были выведены из эксплуатации гидроагрегаты № 3 и 4, а мощность остальных двух гидроагрегатов была ограничена суммарно 24 МВт. По состоянию на 2017 год по техническим причинам в работоспособном состоянии находился только один гидроагрегат.